# 夜宵草
夜宵草（やよいそう、11月23日 - 本名や年齢は非公表）は、日本の漫画家。大分県佐伯市出身、大分市在住。女性。代表作は『ReLIFE』。

## 来歴
大分県佐伯市に生まれる。幼少期は父の転勤に伴って福岡県、島根県、新潟県などで暮らし、中学2年の時に大分県へ戻った。大分県立大分上野丘高等学校卒業。
大学卒業後は、大分市の企業に就職するも3カ月で辞職。その後フリーターや契約社員を経験し、趣味でインターネットに投稿していた漫画が担当者の目に留まる。働きながら漫画を描いていたが、次第に身が持たなくなり専業の道を選んだ。
NHN PlayArtのコミックアプリ「comico」立ち上げの際、2013年の夏にスカウトされ、同年10月から連載を開始。「ブルーハーツ」の元となった作品がスカウトのきっかけだと語っており、自らを漫画家にしてくれた思い入れのある作品だという。
地元で落ち着きたいとの思いから、現在も大分市内の自宅で作品作りに取り組んでいる。

## 作品リスト

### 連載
「ReLIFE」と「ブルーハーツ」は、作者の出身高校がモデルになっている。
- ReLIFE[7]（「comico」、2013年10月 -2018年3月）全15巻
- 弱虫リザウンド（「アルファポリス」、2013年12月 - 2014年11月）全1巻
- ブルーハーツ（「comico」、2018年11月[8] - 2021年3月）全5巻
- ツギハギミライ（「LINEマンガ」、2023年4月8日[9] - 2024年2月3日）全3巻
- シークレットスターライブ（「LINEマンガ」2025年8月16日[10] - ）